# Bonea zhui
Bonea zhui is een hooiwagen uit de familie Podoctidae. De wetenschappelijke naam van Bonea zhui gaat terug op Zhang, Kury & Zhang, 2013. Na 2023 de geldige combinatie is Bonea zhui Zhang, Kury & Zhang, 2013.